# Euscorpiops binghamii
Euscorpiops binghamii – gatunek skorpiona z rodziny Euscorpiidae.
Skorpion ten ma na rzepce nogogłaszczków 20 lub 21 trichobotriów zewnętrznych i 12 lub 13 brzusznych. Długość jego ciała wynosi od 50 do 70 mm. Stosunek długości szczypiec do ich szerokości wynosi u samca mniej niż 4.
Pajęczak znany z Mjanmy i Tajlandii.